# NAS-1
NAS-1 wie auch NV-PB1 und NVU sind von Bodenstationen unabhängig arbeitende russische Navigationsanlagen in Luftfahrzeugen.

## Funktionsprinzip
Der Flugweg des Luftfahrzeuges wird durch Entfernungsmessung, Abdriftermittlung und Richtungseingabe festgelegt.
Die während des Fluges von einem Wegpunkt zum nächsten Wegpunkt verstrichene Entfernung und die Abdrift (seitliche Abweichung z. B. durch Windeinfluss) werden mittels eines Dopplerradars (in russischen Luftfahrzeugen ist das russische System vom Typ "DISS" üblich) ermittelt. Der Dopplerradar (Dopplereffekt) sendet 3 Strahlen aus, die von der Erdoberfläche reflektiert werden. Bewegt sich das Luftfahrzeug auf den Reflexionspunkt zu, erhöht sich die empfangene Frequenz des Reflexionssignals (Dopplerverschiebung). 
Ohne Abdrift weisen die anderen beiden Radarstrahlen keine Dopplerverschiebung auf. Bei Abdrift sind sie aber unterschiedlich. Durch Drehung der Radarantenne um den entgegengesetzten Abdriftwinkel wird diese Differenz wieder ausgeglichen und ist so ablesbar (lateral deviation).

## Bedienprinzip
Die seit dem vorangegangenen Wegpunkt (Leg) gemessene Entfernung ist an einem Counter (eine Art Flugkilometerzähler – vom Dopplerradar ermittelt) ablesbar. Bei Erreichen des nächsten Wegpunkts wird dieser Counter mittels einer Art Reset-Taste auf Null gesetzt und der ab hier erforderliche nächste Kurswinkel eingestellt. Man kann auch die Entfernung laut Flugplan oder Karte auf dem Counter einstellen und ihn bis auf Null zurücklaufen zu lassen. Bei Null wäre dann der neue Wegpunkt erreicht. Somit weiß man genau zu welchem Zeitpunkt eine notwendige Kursänderung laut Flugplan vorgenommen werden kann.
Der Kurswinkel map angle (Kurswinkel laut Flugkarte) zum Festlegen der neuen Flugrichtung wird ähnlich dem Kurswähler eines Kreiselkompasses eingestellt. Ist das NAS-1-System auf den Autopiloten geschaltet, folgt das Flugzeug dem so eingestellten Kurs gemäß Karte bzw. errechnetem Flugweg (verwendet wird der orthodromische Kurs, bezogen auf den geografischen Nordpol, True Course, rechtweisender Kurs).
Die Navigationsanlage Typ NV-PB1, die zum Beispiel in der Iljuschin Il-62 verwendet wird, hat einen höheren Bedienkomfort und die Möglichkeit Anflüge und Warteschleifen zu programmieren. Ebenso kann sie, wie die Navigationsanlage NVU (zum Beispiel in der Tupolew Tu-154), mittels RSBN-Funknavigation Korrekturdaten erhalten.